# Iršu pagasts
Iršu pagasts er en territorial enhed i Kokneses novads i Letland. Pagasten havde 541 indbyggere i 2010 og omfatter et areal på 69,80 kvadratkilometer. Hovedbyen i pagasten er Irši.